# Streetworker
Streetworker neboli terénní pracovník je sociální pracovník, jehož pracovištěm je přirozené prostředí klientů – ulice, parky, kluby, herny, nádraží aj. Tedy místa, kde se potenciálně potřební pohybují. Jeho úkolem je vyhledávat  a kontaktovat  skupiny a jednotlivce, kteří svým životním stylem a nebo trávení volného času více ohroženi negativními sociální fakt a následně jim nabídnout, nebo zprostředkovat pomoc. Jedná se především o ty jednotlivce, kteří sami nejsou ochotni pomoc vyhledat, nebo to nedokáží.
U neorganizovaných dětí a mládeže se streetworker setkává s velkým spektrem problémů: pasivním trávením volného času a z toho vyplývající nudou, s experimentováním s drogami, trestnou činností a vandalismem, psychickými a sociálními problémy spojenými s dospíváním, s problémy v rodině a ve škole, nebo záškoláctvím.
Streetworker často pracuje s mladými lidmi, kteří jsou příslušníky některé subkultury. Těmto lidem streetworker nabízí poradenství přímo v terénu, instrumentální pomoc s jejich problémy (např. doprovod na úřady, zprostředkování další odborné pomoci), nebo asistenci při realizaci jejich vlastních nápadů a akcí. Metodu terénní sociální práce lze tedy zařadit zejména mezi služby sociální prevence.
S výrazem streetworker se v ČR setkáváme ve spojení s nízkoprahovými sociálními službami.